# كريم صدام
كريم صدام منشد (من مواليد 26 مايو 1960) لاعب كرة قدم عراقي في مركز الهجوم، لعب لمنتخب العراق في كأس العالم لكرة القدم 1986. كما لعب للعديد من الأندية العراقية: كالصناعة، الجيش، الرشيد، الزوراء، راسينغ كلوب بيروت والشرطة. كان كريم صدام هداف الدوري العراقي 4 مرات. سجل هدفاً لا يُنسى في مرمى الإمارات العربية المتحدة في تصفيات كأس العالم 1986 مما ضمن للعراق التأهل إلى المرحلة التالية.

## حياته
ولد كريم ونشأ في مدينة الصدر ببغداد، بدأ مسيرته الرياضية مع نادي الصناعة عام 1979 قبل أن ينتقل إلى الجيش والرشيد.
في عام 1983، لعب أول مباراة دولية له ضد مصر ولعب في أولمبياد 1984 في لوس أنجلوس.
في 27 سبتمبر 1985 في الطائف بالمملكة العربية السعودية، سجل كريم أهم هدف دولي له في الجولة الثانية من تصفيات كأس العالم في الثواني الأخيرة من المباراة ضد الإمارات وبعد نزوله كبديل قبل دقائق قليلة فقط من نهاية المباراة، قلب هدف كريم النتيجة المبارة لتصبح 2-1 لصالح العراق أمام الإمارات، الجدير بالذكر أن العراق كان قد فاز في السابق على الإمارات العربية المتحدة بنتيجة 3-2 في مباراة قبل سبعة أيام فقط في دبي.
وبعد ذلك، فاز العراق على سوريا وتأهل إلى نهائيات كأس العالم في المكسيك، حيث شارك كريم كلاعب أساسي في مباراتين ضد بلجيكا والمكسيك.

## وصلات خارجية
- كريم صدام على موقع الاتحاد الدولي (مؤرشف)  (الإنجليزية)
- كريم صدام على موقع قاعدة بيانات كرة القدم.إي يو (الإنجليزية)
- كريم صدام على موقع ناشيونال فوتبول تيمز (الإنجليزية)
- كريم صدام على موقع Soccerway.com (الإنجليزية)
- كريم صدام على موقع أوليمبيديا (الإنجليزية)